# 第6SS山岳師団

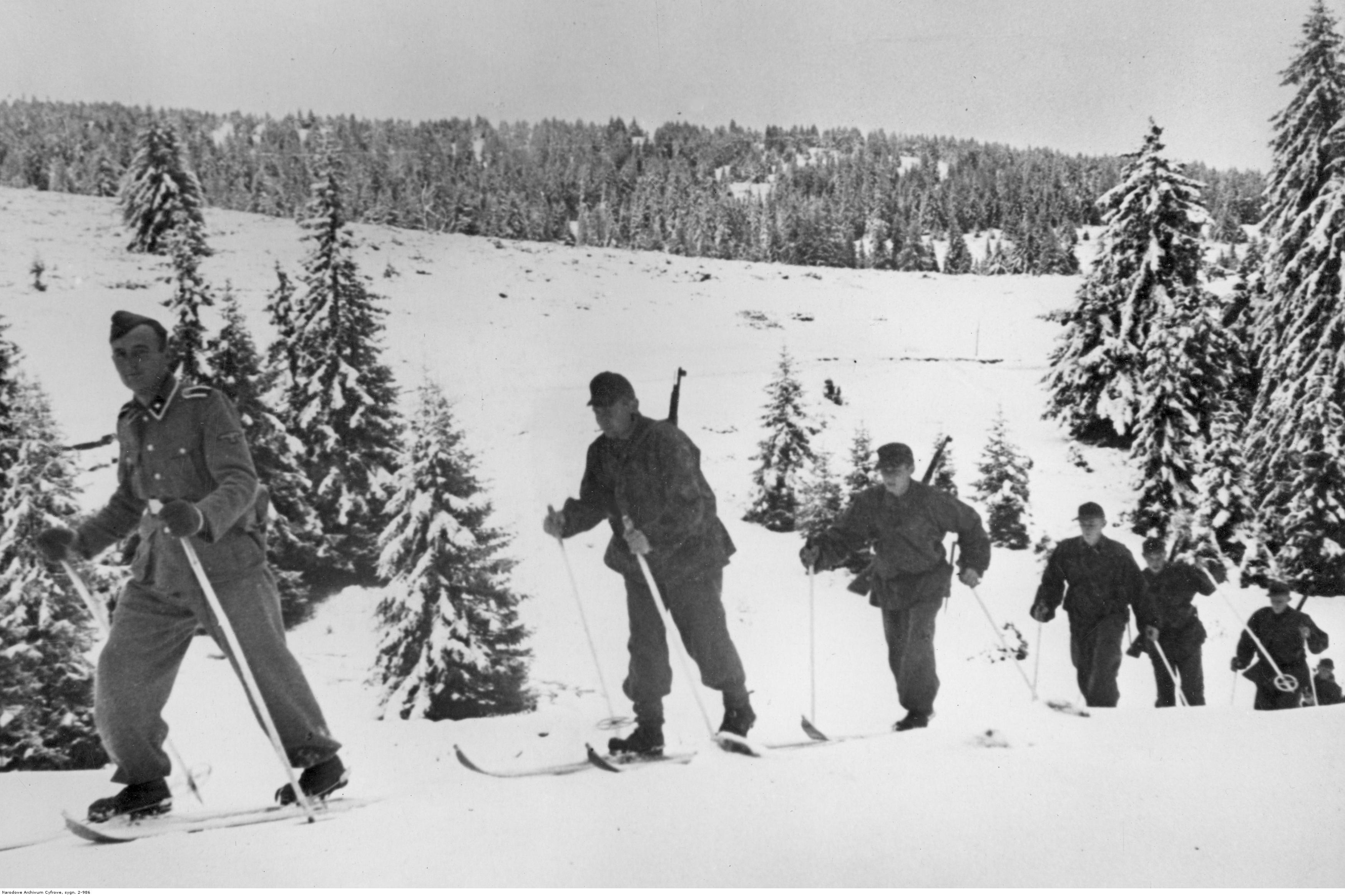
フィンランドの雪原で作戦行動をとるスキー部隊。（1943年1月）

第6SS山岳師団 ノルト（だいろくSSさんがくしだん―、独: 6. SS-Gebirgs-Division Nord）は、武装親衛隊の38個ある師団のひとつ。「ノルト」はドイツ語で北を意味する。その名のとおりフィンランド北中部の作戦に従事した。

## 歴史
ダッハウ強制収容所警備隊（親衛隊髑髏部隊）出身者から編成されたSS第6歩兵連隊とSS第7歩兵連隊から、1941年2月24日に、ノルウェーで、SS戦闘団ノルト（SS-Kampfgruppe Nord）として発足した。この部隊は、チェコ製兵器で装備しており、自動車化されていた。1941年7月に、フィンランド中部で行われる予定の北極狐作戦に参加するため、ノルウェー極北のキルケネス経由で、フィンランド中部のケミヤルヴィ地区へ移動したが、移動の途中、船上で火災事故を起こし100名近い将兵を失っている。不祥事の責任をとらされ、司令官は更迭となった。フィンランドで、ドイツから来た砲兵部隊を追加し、6月17日にはSS師団ノルトに格上げされ、XXXVI軍団（ハンス・ファイゲ騎兵大将）に配属された。新任の司令官は、部隊をレビューして、この部隊を戦闘に投入することには責任を持てない旨の報告書を軍団司令部に提出している。
ファイゲ大将は、この部隊を北極狐作戦の戦闘任務に使うのは、避けたかったが、フィンランドにあるドイツ軍部隊は限られていて、上級司令部のニコラウス・フォン・ファルケンホルスト上級大将が戦闘任務で使うことを命じたので、北極狐作戦の第一段階サッラ攻略の一翼を担わせることになった。サッラ攻略作戦は、7月1日に始まった。部隊は、ロバニエミ＝サッラ道路を進んで、サッラ市街をやりすごし、サッラを包囲する南翼を担当する予定であったが、ソ連軍の頑強な抵抗で、部隊は、パニックをおこして潰走し、軍団司令部の後方まで後退する様であった。師団長のデメルフーバーは7月2日に、彼の部隊は、戦闘任務に適していないと宣告し、部隊は前線任務から外されたが、7月1日だけで部隊は600人を失った。
ファイゲ大将はこの部隊を戦闘任務から外すことにしたが、SS部隊の無様な戦いぶりは、遠くヒトラーの耳にも達して不機嫌にさせたが、ヒトラーは戦闘任務につけるよう命令した。
北極狐作戦は、更に南部のクーサモ、スオムサラミ地区で、フィンランドIII軍団(ヤルマル・シーラスヴオ少将)によっても作戦行動が行われていたが、7月から8月の間に、部隊は、徐々に大隊単位でIII軍団の指揮下に移された。9月に残っていた偵察大隊をIII軍団に移すと、師団全体がIII軍団の指揮下に入ったが、III軍団は、SS師団をばらして、2つのタスクグループと軍団予備のもとで使おうとした。ドイツ軍は、師団を師団として使うよう要求したので、シーラスヴオとファルケンホルストの間で論争になり、マンネルハイムまで巻き込む騒動になったが、ドイツ軍少将がフィンランド軍大佐の指揮をうけることは、ファルケンホルストは絶対容認できないので譲歩しなかった。これは大戦中、SS師団が他国軍人の指揮下に入った唯一の例である。そして1942年6月にSS山岳師団ノルト（SS-Gebirgs-Division Nord）となり、さらに1943年10月に第6SS山岳師団ノルトと改称された。馬3200頭、人員2万10000人を擁した。
その後はフィンランド中部のケステンガ地区で1年近くの長きにわたり塹壕戦を展開した。フィンランドがソ連側についた（ラップランド戦争）1944年9月以降は、ノルウェー北部へ撤退し、さらに1944年12月デンマークへ送られた。デンマークで「北風作戦」に参加し、さらに1945年3月にはトリーア付近で連合国軍と戦った。3月24日、ルール地方包囲を目指すアメリカ軍第一軍の攻撃を受けて事実上壊滅した。

## 司令官
- 1941年2月24日 - 1941年5月15日　親衛隊准将　リヒャルト・ヘルマン（de:Richard Herrmann (Sportfunktionär)）
- 1941年5月15日 - 1942年4月20日  親衛隊少将 カール-マリア・デメルフーバー（de:Karl Maria Demelhuber）
- 1942年6月1日 - 1943年10月22日 親衛隊少将 マティアス・クラインハイスターカンプ
- 1943年12月15日 - 1944年6月14日 親衛隊上級大佐 ロータール・デベス（en:Lothar Debes）
- 1944年6月14日 - 1944年8月23日 親衛隊大将 フリードリヒ・ヴィルヘルム・クリューガー
- 1944年8月23日 - 1944年9月1日 親衛隊上級大佐 グスタフ・ロンバルト
- 1944年9月1日 - 1945年4月3日 親衛隊中将 カール＝ハインリヒ・ブレンナー（en:Karl-Heinrich Brenner）
- 1945年4月3日 - 1945年5月　親衛隊大佐 フランツ・シュライバー（en:Franz Schreiber）

## 戦闘序列
- 1941年6月 「ノルト」戦闘集団 (Kampfgruppe "Nord")
  - 第6SS歩兵連隊 (SS-Infanterie-Regiment 6)
  - 第7SS歩兵連隊 (SS-Infanterie-Regiment 7)
  - 第2SS砲兵大隊 (2 SS-Artillerie-Abteilungen)
  - SS偵察大隊 (SS-Aufklärungs-Abteilung)
  - SS通信大隊 (SS-Nachrichten-Abteilung)
  - SS通信中隊 (SS-Pionier-Kompanie)
- 1941年9月 SS師団「ノルト」 (SS-Division "Nord")
  - 第6SS歩兵連隊 (SS-Infanterie-Regiment 6)
  - 第7SS歩兵連隊 (SS-Infanterie-Regiment 7)
  - 第9SS歩兵連隊 (SS-Infanterie-Regiment 9)
  - SS師団「ノルト」偵察大隊 (Aufklärungs-Abteilung SS-Division "Nord")
  - SS砲兵連隊「ノルト」 (SS-Artillerie-Regiment "Nord")
  - SS師団「ノルト」高射砲大隊 (Flak-Abteilung SS-Division "Nord")
  - SS師団「ノルト」工兵大隊 (Pionier-Bataillon SS-Division "Nord")
  - SS師団「ノルト」通信大隊 (Nachrichten-Abteilung SS-Division "Nord")
  - SS師団「ノルト」師団輸送指導部 (Divisions-Nachschubführer SS-Division "Nord")
- 1943年10月 第6SS山岳師団「ノルト」 (6. SS-Gebirgs-Division "Nord")
  - 第11SS山岳猟兵連隊「ラインハルト・ハイドリッヒ」 (SS-Gebirgs-Jäger-Regiment 11 "Reinhard Heydrich")
  - 第12SS山岳猟兵連隊「ミハエル・ガイスマイル(de:Michael Gaismair)」 (SS-Gebirgs-Jäger-Regiment 12 "Michael Gaißmair")
  - 第6SS山岳砲兵連隊 (SS-Gebirgs-Artillerie-Regiment 6)
  - 第5SS(自動車化)歩兵連隊 (SS-Infanterie-Regiment (mot) 5)
  - 第9SS歩兵大隊 (SS-Infanterie-Bataillon 9)
  - 第506SS装甲擲弾兵大隊 (SS-Panzer-Grenadier-Bataillon 506)
  - 第6SS(自動車化)狙撃大隊「ノルト」 (SS-Schützen-Bataillon "Nord" (mot) 6)
  - 第6SS突撃砲台 (SS-Sturmgeschütz-Batterie 6)
  - 第6SS高射砲大隊 (SS-Flak-Abteilung 6)
  - 第6SS山岳(自動車化)偵察大隊 (SS-Gebirgs-Aufklärungs-Abteilung (mot) 6)
  - 第6SS山岳通信大隊 (SS-Gebirgs-Nachrichten-Abteilung 6)
  - 第6SS山岳工兵大隊 (SS-Gebirgs-Pionier-Bataillon 6)
  - SSスキー(猟兵)大隊「ノルゲ」 (SS-Ski(Jäger)-Bataillon "Norge")
  - 第6SS整備大隊 (SS-Instandsetzungs-Abteilung 6)
  - 第6SS供給中隊 (SS-Bekleidungs-Kompanie 6)
  - 第6SS山岳医療大隊 (SS-Gebirgs-Sanitäts-Abteilung 6)
  - 第6SS獣医師中隊 (SS-Veterinär-Kompanie 6)
  - 第6SS山岳戦時報道班 (SS-Gebirgs-Kriegsberichter-Zug 6)
  - 第6SS野戦憲兵班 (SS-Feldgendarmerie-Zug 6)
  - SS宣伝中隊 (ノルウェー) (SS-og-Polit-Kompanie - norwegische Einheit)
  - 第6SS運営大隊 (SS-Wirtschafts-Bataillon 6)
  - 第6SS行政大隊 (SS-Verwaltungstruppen-Abteilung 6)
  - 第6SS猟犬大隊 (SS-Feldhundetruppen-Abteilung 6)
  - 第6SS野戦補充大隊 (SS-Feldersatz-Bataillon 6)
  - 第6SS発煙大隊 (SS-Werfer-Abteilung 6)
  - 第6SS師団附属小隊 (SS-Divisionstruppen 6)